# Rue Simon
La rue Simon est une voie de la commune de Reims, située au sein du département de la Marne, en région Grand Est.

## Situation et accès
La rue Simon appartient administrativement au Quartier Barbâtre - Saint-Remi - Verrerie.
La voie est à double sens sur toute sa longueur et avec une piste cyclable. Elle longe le centre des impôts, le rectorat et le parc du jardin de l'abbaye ainsi que l'esplanade Fléchaumbaut.

## Origine du nom
Elle porte le nom de Charles-Marie Simon (1742-1830), docteur en médecine à l'hôpital de Reims et bienfaiteur dudit hôpital.

## Historique
C'est l'une des anciennes rue parallèle au cardo. Après avoir porté les noms de « rue Mignotte », « rue au Bain » et « rue aux Cailloux », elle prend sa dénomination actuelle avant 1856.
La rue avait l'école de médecine et une annexe dans les bâtiments de l'abbaye.

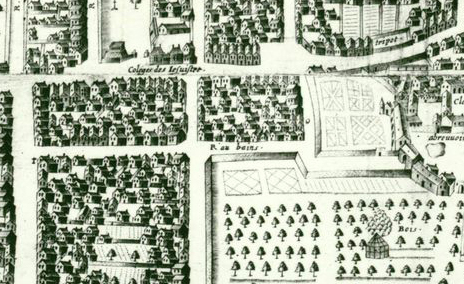
Rue des Bains en 1618,
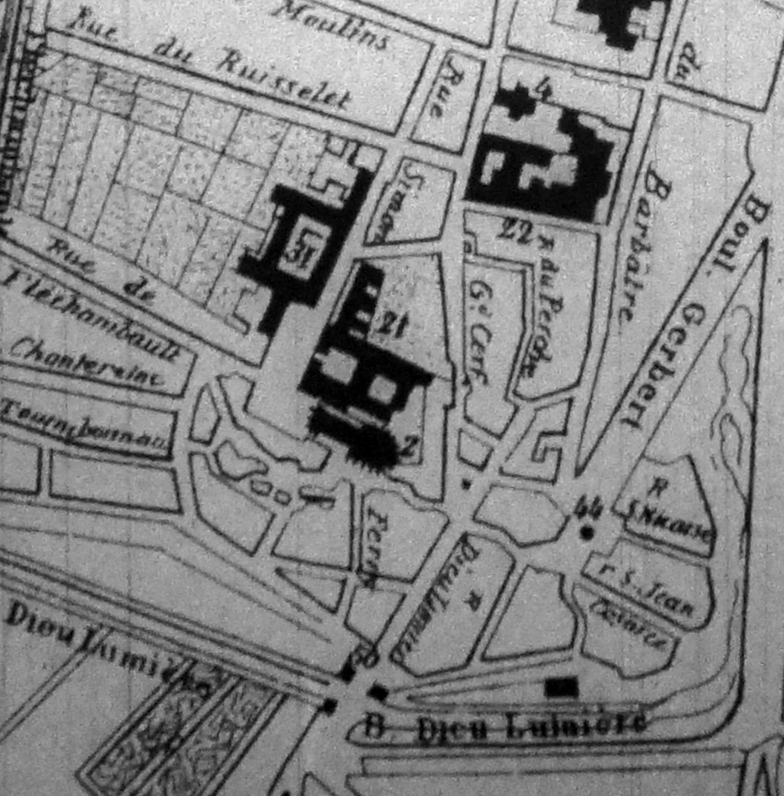
vers 1870.
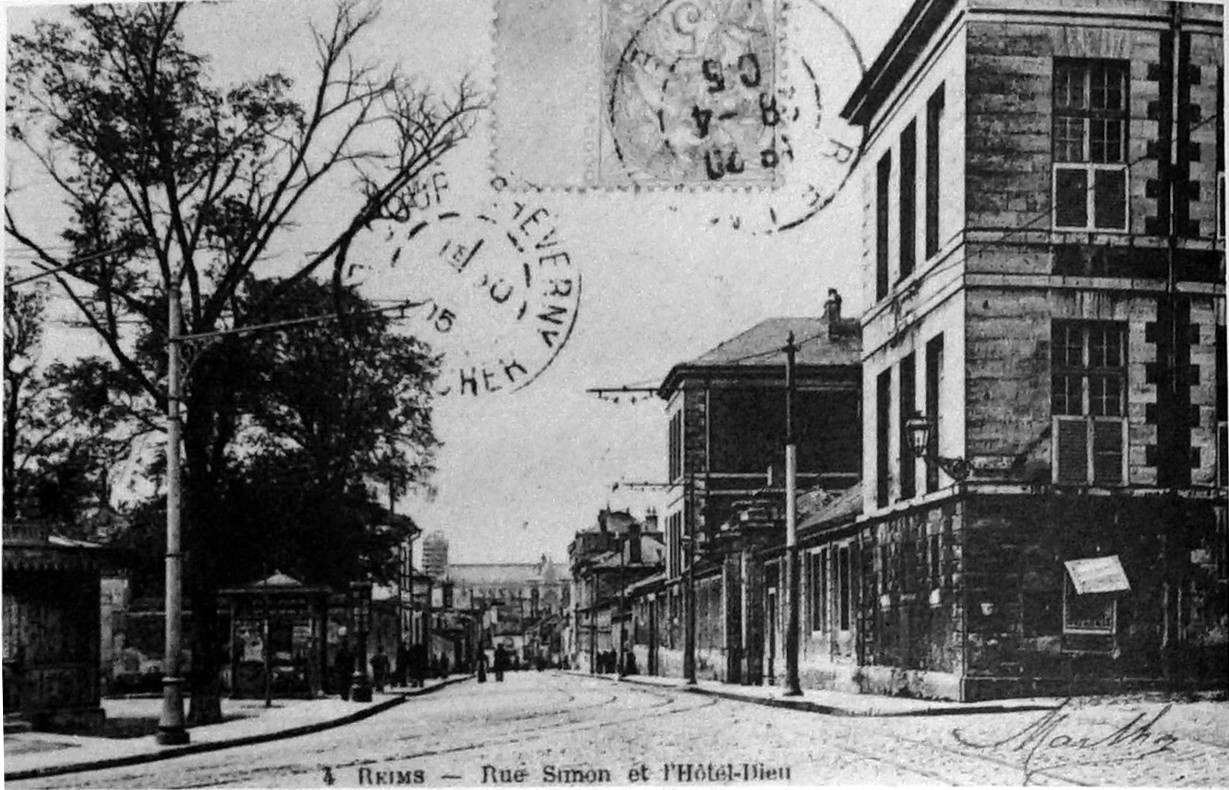
En 1905.
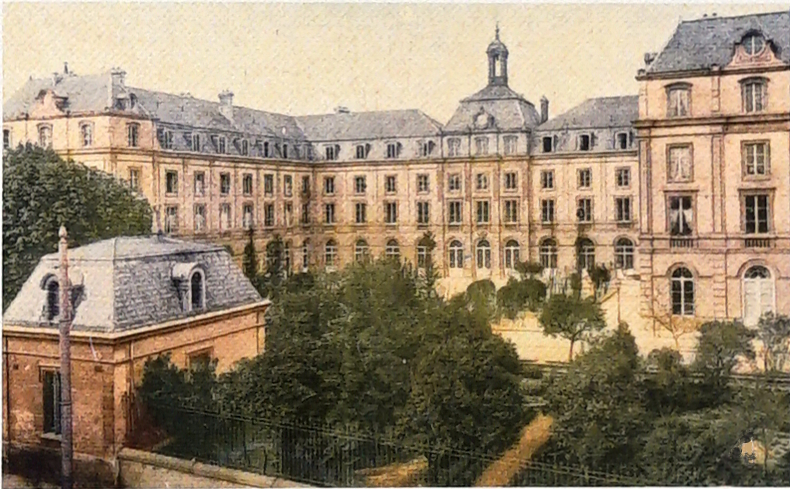
L'ancienne maison Municipale de Retraite de Reims démolie en 1971.

## Bâtiments remarquables et lieux de mémoire
- Le Musée Saint-Remi de Reims.
- La Basilique Saint-Remi de Reims classé au patrimoine mondial par l'UNESCO.
- Au n°26 : l'immeuble actuel des numéros 2 à 20 était occupé par la Maison Municipale de Retraite de Reims fondé en 1860, dessiné par l'architecte Narcisse Brunette avant qu'elle de soit détruite dans le cadre de la rénovation du quartier de St Rémi en 1971.

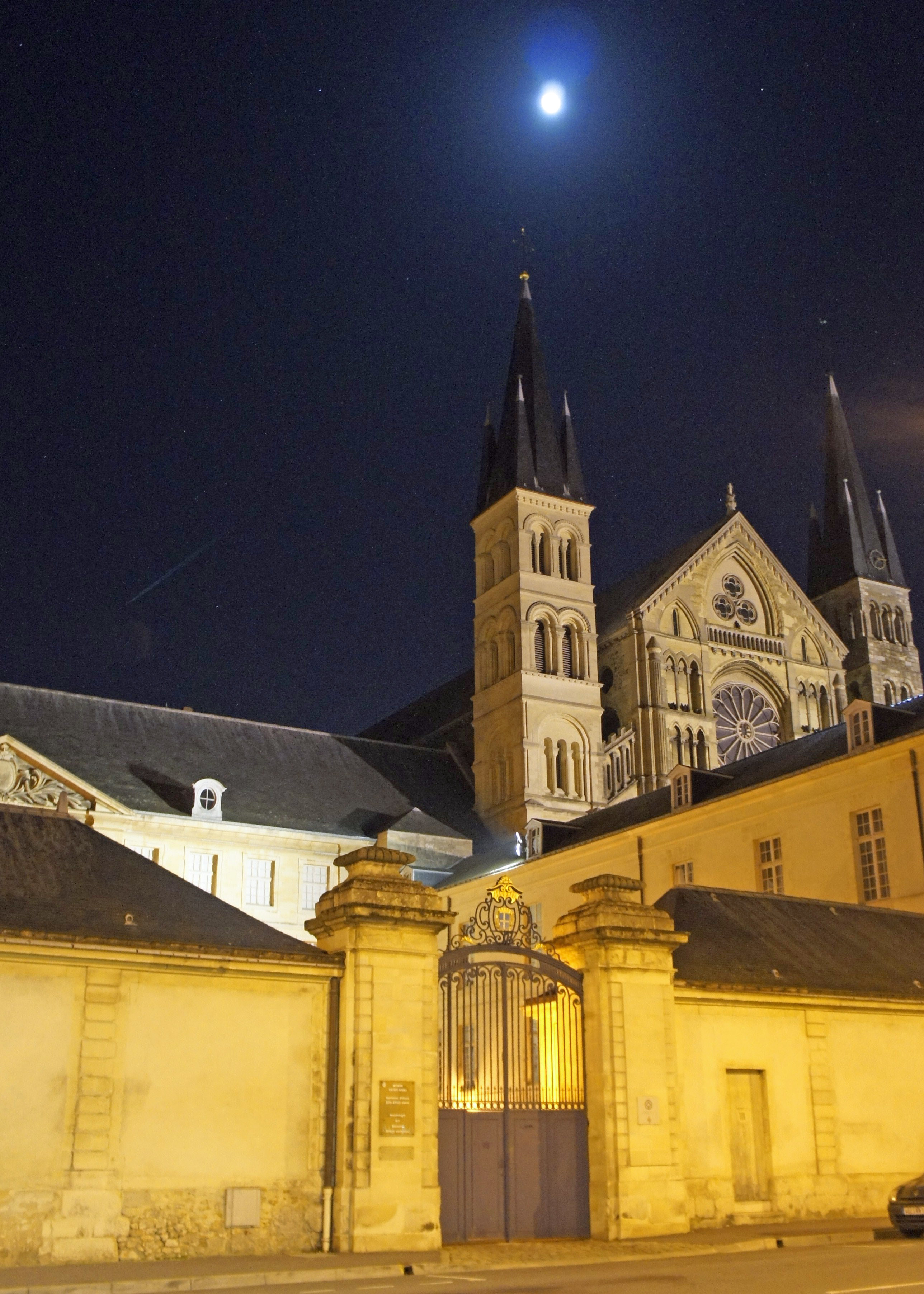
entrée du musée.
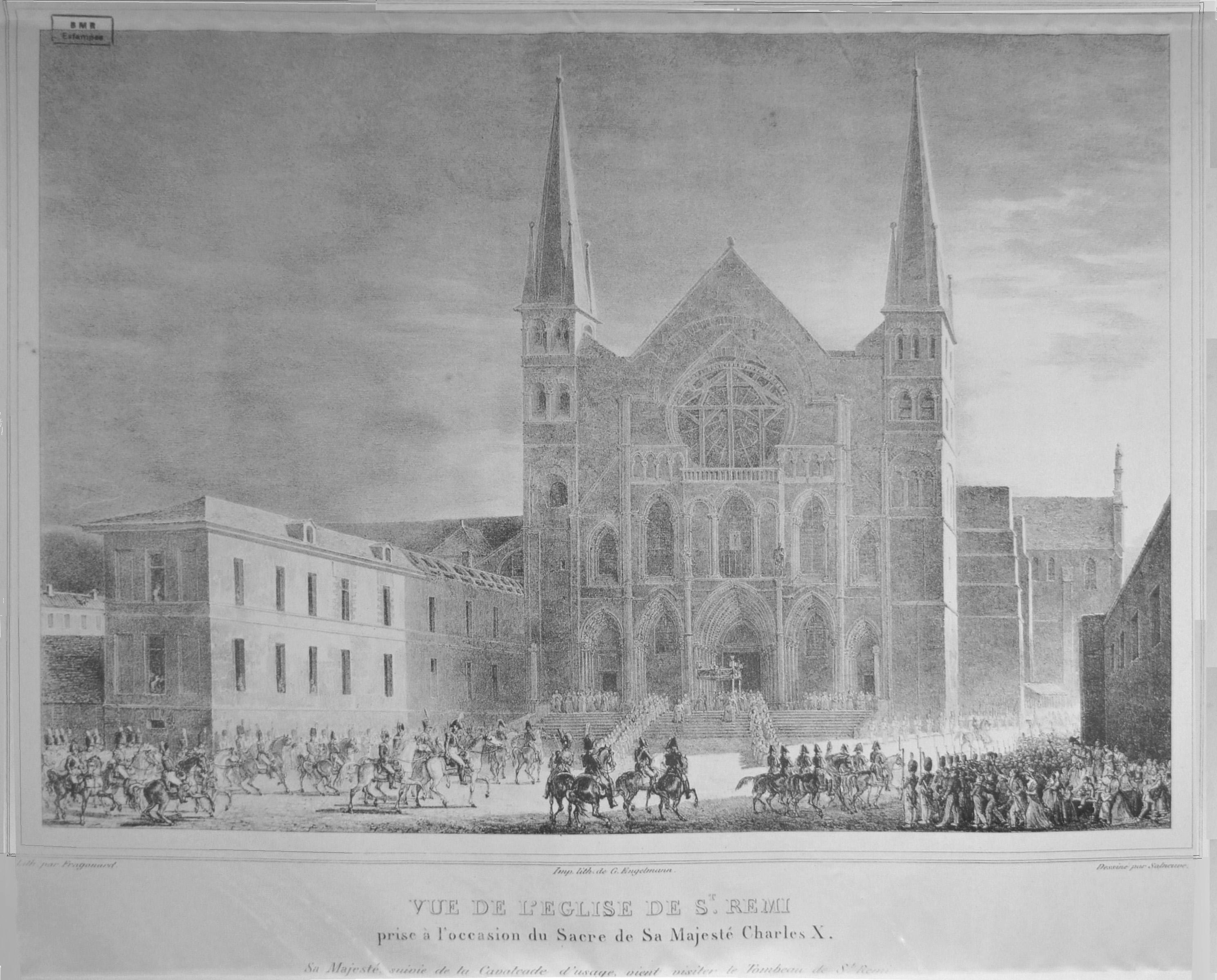
façade de l'abbaye au XIXe siècle.
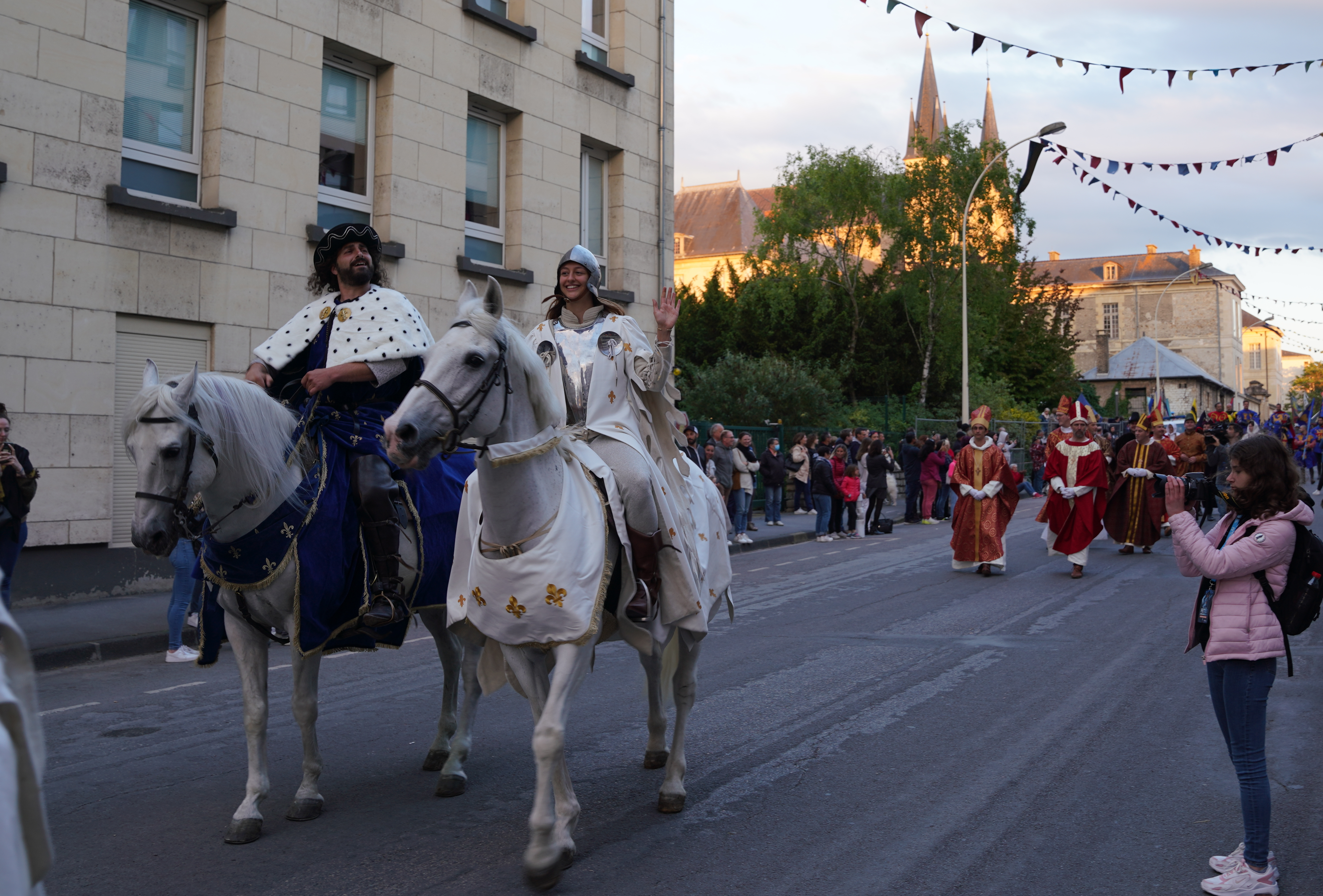
En 2022 lors des Fêtes johanniques.